# António Severim de Noronha
Dom António José de Sousa Manoel e Meneses Severim de Noronha, marquis de Vila Flor, duc de Terceire (1792-1860), est un général et homme d'État portugais.

## Biographie
Il est le fils d'António de Sousa Manuel de Menezes Severim de Noronha, comte de Vila Flor, un des hommes les plus riches du Portugal. Il hérite des titres et de la fortune de son père en 1795 à l'âge de deux ans, puis entre en 1802, à neuf ans, comme cadet dans l'armée. Il démissionne de l'armée lors de l'invasion du Portugal par les troupes françaises de Junot, mais il la réintègre dès le départ des Français en 1809. Nommé lieutenant en 1811, il participe vivement à la guerre d'indépendance espagnole et est promu colonel à la fin de la guerre.
Il part ensuite auprès de la Cour au Brésil, d'où il revient en 1820 avec Jean VI. Il s'engage du côté constitutionnel quand son beau-père, le marquis de Loulé, est assassiné en 1824 par les miguelistes, ce qui lui vaut d'être emprisonné à Peniche. Quand Dom Miguel est expulsé du Portugal, Vila Flor est libéré et réintégré dans l'armée, et en 1827 il est nommé gouverneur militaire de Porto, avec le titre de marquis de Vila Flor. Mais le retour de Dom Miguel à Lisbonne en 1828 le conduit à émigrer en Angleterre.
Il joue un rôle actif lors de la guerre civile portugaise. Nommé gouverneur-général des Açores par la reine Marie II en exil à Londres, il débarque en 1829 dans l'île de Terceira pour y soutenir les libéraux. En juillet 1832, il débarque à Porto avec Dom Pedro, l'ancien empereur de Brésil et père de la reine Marie, et assure le commandement de l'armée lors de la bataille de Ponte Ferreira les 22/23 juillet 1832. Après cette bataille, son départ est réclamé par une partie des officiers et ministres de Dom Pedro si bien que Vila Flor donne sa démission : celle-ci est refusée, Dom Pedro le confirme dans ses fonctions de général-en-chef et le crée duc de Terceire.
Enfermé dans Porto, il subit le siège de cette ville jusqu'en juillet 1833, quand il parvient à le contourner avec une partie des forces libérales pour rejoindre en Algarve l'escadre navale de l'amiral Charles Napier. Là, il remporte la bataille d'Almada qui force les miguelistes à abandonner Lisbonne, puis, avec le duc de Saldanha, celle d'Asseiceira en mai 1834, dernière bataille de la guerre.
Après la guerre, il est trois fois premier ministre du Portugal : d'avril à septembre 1836, quelques jours en avril/mai 1836, et de mars 1859 à avril 1860.